# 치웨이
치웨이(중국어: 戚薇, 병음: Qì Wēi, 한자음: 척미, 1984년 10월 26일 ~ )는 중화인민공화국의 배우, 가수이다.

## 방송
- 심야식당
- 니호교안
- 아시두라라
- 수려강산지장가행 - 위열 역
- 애정회래료
- 적인걸

## 영화
- 맨헌트 (2017년) - 마유미 역
- 니호교안 (2016년)
- 아시두라라 (2016년)
- 도지련 (2014년)
- 마이 브로드캐스트 걸프렌드 (2014년)
- 적인걸 (2013년) - 이완청 역
- 애정자유천의 (2013년)
- 금야상사우 (2012년)
- 애정진선미 (2011년)
- 하가삼천금 (2011년)
- 애정수성료 (2011년)
- 회마창 (2011년)
- 무해가격지 고수여림 (2011년)
- 무해가격지 미녀여운 (2010년)
- 중경미녀 (2009년)